# Прабово Субјанто
Прабово Субјанто Џојохадикусумо (ЕИД: Prabowo Subianto Joyohadikusumo, рођен 17. октобра 1951) је индонежански политичар, бизнисмен и бивши генерал-потпуковник војске, који је био 26. министар одбране Индонезије од 2019. Прабово Субјанто се 1983. оженио Титијек Сухарто, другом ћерком покојног председника Сухарта. Године 1998. нечасно је отпуштен из војске, а потом му је забрањен улазак у Сједињене Државе због наводног кршења људских права.
Прабово Субјанто је дипломирао на Индонежанској војној академији 1970. године и углавном је служио у специјалним снагама (Копасус) све док није био постављен на чело Стратешке резервне команде (Кострад) 1998. године. Описан је као десничарски националиста.
Почетком 2008. Прабовов ужи круг, укључујући Фадлија Зона, основао је странку Гериндра. На председничким изборима 2009. године, неуспешно се кандидовао за потпредседника као потпредседник Мегавати Сукарнопутрија. Учествовао је на председничким изборима 2014. и победио га је гувернер Џакарте Џоко Видодо, што је у почетку оспоравао. Направио је још једну неуспешну кандидатуру за председника 2019. са Сандиагом Уном као својим потпредседником и уз подршку Гериндре, Партије просперитетне правде (ПКС), Партије националног мандата (ПАН), Демократске партије и Беркарија партије. Његово одбијање да прихвати резултат довело је до тога да су његови следбеници организовали протесте који су изазвали смртоносне нереде у Џакарти. Међутим, након жестоког надметања, Прабово Субјанто се придружио кабинету као министар одбране за период од 2019. до 2024. године.
Гериндра је 10. октобра 2021. године најавио Прабова Субјанта за свог кандидата на председничким изборима у Индонезији 2024. Прабово Субјанто је 12. августа 2022. објавио да је прихватио Гериндрину номинацију за учешће на председничким изборима 2024.